# Český a slovenský exilový skauting
Český a slovenský exilový skauting (zkratka ČSES) byl ustanoven v roce 1975 ve švýcarském Winterthuru jako mezinárodní federace.

## Důvod vzniku
Pod nátlakem režimu v ČSSR ukončily skautské organizace na domácí půdě v roce 1970 svoji činnost. Okupace vojsky Varšavského paktu v roce 1968 vyvolala mohutnou vlnu odchodů do exilu, kde se brzy začaly formovat nové osamělé hlídky, družiny, oddíly a nakonec v roce 1975 i velmi schopná mezinárodní federace exilových skautů – ČSES.

## Předchůdci
Exilový či zahraniční skauting v duchu českých a slovenských tradic existoval již mnohem dříve, na mnoha místech, kde našli naši krajané nový domov. Například v roce 1949 začali Velen Fanderlik a jeho spolupracovníci v Německu vydávat skautský exilový časopis „Skautskou stopou“ (později „Skautská stopa“ a posléze jen „Stopa“). Stopa vycházela nepravidelně, její vydavatelé se střídali a někdy několik let nevycházela vůbec. V říjnu 1970 převzali vydávání Stopy roveři z Los Angeles. Významně se na exilových aktivitách podíleli zejména již zmíněný Velen Fanderlik a Josef Kratochvil – přezdívkou „Baby“ – oba dali vzniknout celé řadě hodnotných publikací se skautskou tematikou, beletrii, příručkám a časopisům.

## Příprava
V roce 1969 bylo založeno Přípravné ústředí čs. exilových skautů. Členy byli Velen Fanderlik, Josef Kratochvil – Baby, Tibor Grandtner – Cipa a MUDr. Lobpreis – Ilek. Souběžně vznikaly v západní Evropě zatím nezávislé oddíly čs. exilových skautů, které rozvíjely pravidelnou činnost.

## Vznik
Ve dnech 1. a 2. března 1975 byla ve švýcarském Winterthuru založena organizace Český a slovenský exilový skauting jako mezinárodní federace. Padlo rovněž rozhodnutí zapojit exilové oddíly do skautských organizací v příslušných zemích a tím umožnit např. účast na mezinárodních srazech, kde nebylo možné vystupovat oficiálně pod československou vlajkou.

## Nakladatelství Skauted
Od roku 1975 zahájilo činnost také nakladatelství Skautská edice (Skauted). Vydávalo beletrii, příručky a časopisy (Tam-Tam). Největší zásluhu na jeho fungování měl Tibor Grandtner – Cipa.

## Organizační výzvy
Exilový skauting se musel vypořádat s faktem, že členové jednotlivých oddílů bydleli poměrně daleko od sebe, většinou desítky i stovky kilometrů. Pravidelné týdenní schůzky byly až na výjimky nemožné a důraz tedy byl kladen na vícedenní srazy, letní tábory a celoevropské srazy „Exiloree“, které byly díky tomu vesměs velmi kvalitní a nabité programem. Důležitou roli hrály také publikace Skautedu, zejména časopisy. Vedle Tam-Tamu vycházely i oddílové časopisy, např. časopis Řetízek (oddíl br. Čapků, Bavorsko).
Kvůli celkově malé členské základně fungovaly oddíly ČSES většinou jako koedukované.

## Struktura
Organizace se postupně ustálila na vícestupňovém modelu: (světový) starosta, evropský náčelník, evropský poradní kruh, vůdcové oblastí, vůdcové jednotlivých oddílů. Několikrát také vznikla středisková struktura, kdy v jednom středisku byly organizovány dva oddíly.
Komunikace uvnitř poradního kruhu probíhala na nepravidelně organizovaných velesezeních na různých místech v západní Evropě a pomocí Poradních svitků, kterých bylo vydáno celkem 67.

## Exiloree
Celoevropské vícedenní srazy ČSES nesly název Exiloree. Během exilového období byly uspořádány čtyři, pátý již po konci komunistického režimu, šestý a sedmý v novější době (viz dole).
Typickou náplní Exiloree byly soutěže ve skautských dovednostech, táboráky a sliby nových činovníků. Tábořilo se na louce ve stanech a vařilo se v polní kuchyni.

## Činnost po listopadu 1989
V názvu organizace bylo slovo „exilový“ nahrazeno slovem „zahraniční“. Oddíly fungovaly dále, ale postupně docházelo k úbytku členů – děti exulantů z roku 1968 dospívaly a postupně odcházely. Paralelně docházelo k útlumu činnosti poradního kruhu.
V roce 1991 bylo uspořádáno 5. Exiloree v Líbeznicích u Prahy. Jako poslední ukončil pravidelnou činnost s dětmi oddíl bratří Revilliodových / 43.WPuP. ve Vídni, pod vedením Radka Pavlovce – Bleska, letním táborem v roce 2000. K obnově aktivit v duchu bývalého ČSES došlo díky Petru Petrlíkovi – Svišťovi, bývalému činovníkovi oddílu br. Čapků (Bavorsko), který na tábořišti v Rakousku založil po několikaleté přestávce v činnosti novou tradici úspěšných letních táborů, kterých se účastní děti z Česka, Rakouska a Německa. V současnosti (psáno v roce 2024) malý, ale aktivní oddíl pořádá vedle zmíněných letních táborů i víkendové srazy. Táboří se dle prvorepublikové tradice v dřevěných podsadách čtvercového půdorysu pro dva s nasazeným stanem jehlanovitého tvaru, sepnutém ze čtyř trojúhelníkových stanových dílců, z nichž některé pamatují tábory ČSES v 70. letech.
V roce 2017 došlo po dlouhé době k setkání bývalých exilových skautů, které mělo formát víkendového srazu a bylo uvedeno jako šesté Exiloree a další, sedmé Exiloree, se uskutečnilo v roce 2024. V tradici exilových srazů byly obě Exiloree naplněné velmi intenzivním programem.